# Bauhaus-Archiv

Logo des Bauhaus-Archivs, im September 2011

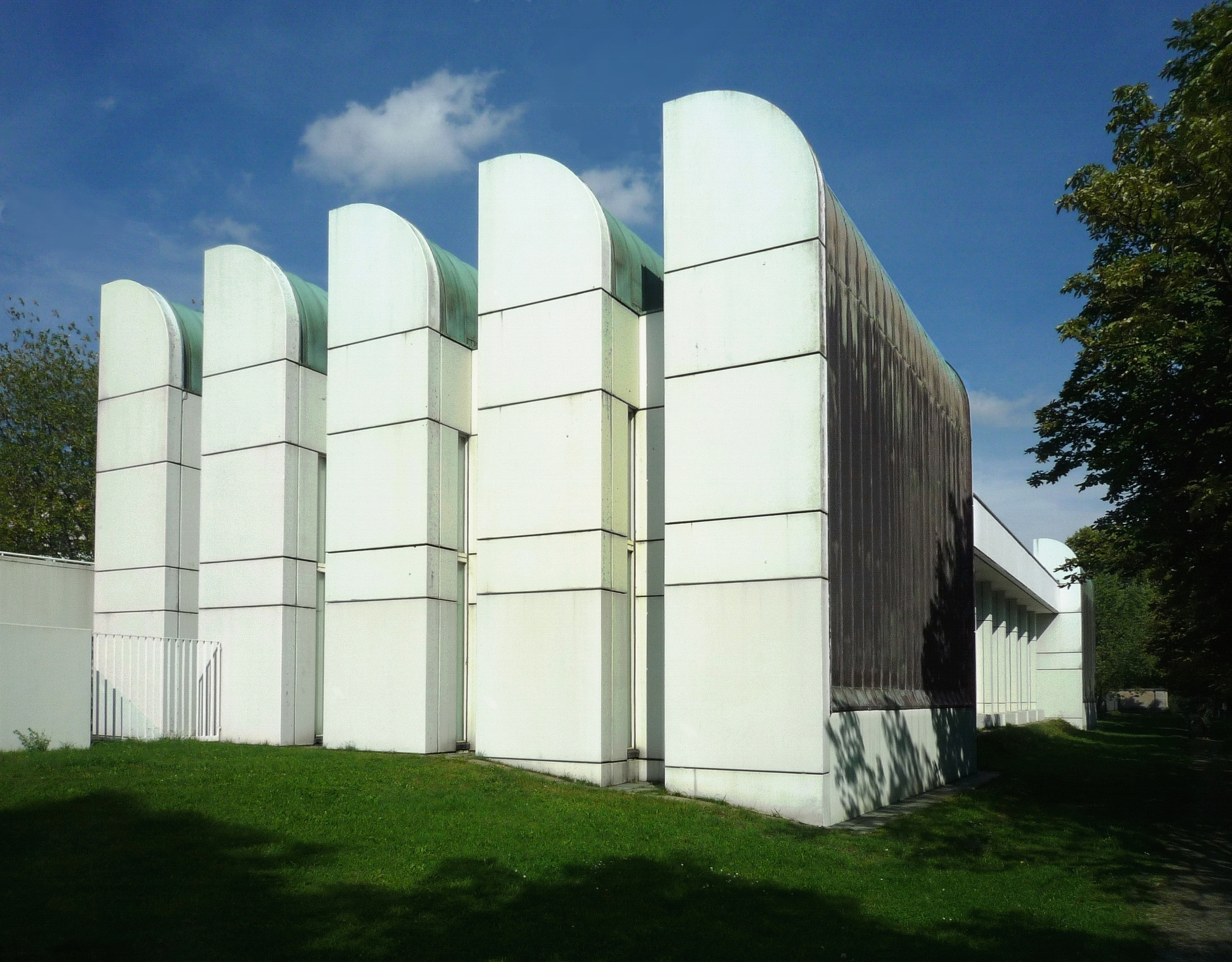
Bauhaus-Archiv, Ansicht von Südwesten, im September 2011

Das Bauhaus-Archiv / Museum für Gestaltung in Berlin-Tiergarten sammelt Arbeiten, Dokumente und Literatur, die in Zusammenhang mit dem Bauhaus stehen, und macht sie der Öffentlichkeit zugänglich. Es besitzt die weltweit größte Sammlung zur Geschichte des Bauhauses (1919–1933). Bis voraussichtlich 2025 ist das Museum aufgrund von Umbauarbeiten geschlossen und nutzt einen temporären Standort in Berlin-Charlottenburg.

## Geschichte
Das Bauhaus-Archiv wurde 1960 von Hans Maria Wingler in Darmstadt gegründet. Walter Gropius und andere Bauhaus-Angehörige unterstützten das Vorhaben. Die Sammlung wuchs schnell, man dachte an ein eigenes Museumsgebäude und fragte bei Gropius an, ob er den Entwurf dafür übernehmen würde. So entstanden die Pläne für ein neues Museum auf der Darmstädter Rosenhöhe, das sich aber kommunalpolitisch nicht durchsetzen ließ.
Auf einem seiner Berlin-Besuche gelang es Gropius, den damaligen Bausenator Rolf Schwedler für das Bauhaus-Archiv zu interessieren. Der Senat von Berlin war bereit, Grundstück und Geldmittel für den Museumsbau zur Verfügung zu stellen. 1971 bezog das Bauhaus-Archiv eine vorübergehende Unterkunft in Berlin. Die starke Veränderung der Baupläne zur Anpassung an das Grundstück am Landwehrkanal durch Gropius’ Mitarbeiter Alexander Cvijanović (bei The Architects Collaborative – TAC), aber auch politische Entscheidungen und finanzielle Engpässe verzögerten das Projekt. Erst 1976 konnte der Grundstein gelegt werden, 1979 wurde der Neubau übergeben. An Gropius’ Entwurf von 1964 erinnert die markante Silhouette der Shed-Dächer, darüber hinaus gibt es nicht mehr viele Gemeinsamkeiten. 1997 wurde der Bau unter Denkmalschutz gestellt. 2005 diente es als Außenkulisse für die Filme V wie Vendetta und Æon Flux.
Am 3. November 2005 wurde der Wettbewerb für die Erweiterung des Bauhaus-Archivs entschieden. Das Tokioter Büro SANAA konnte die Konkurrenz von sechs eingeladenen Büros für sich entscheiden. Der kooperative Einladungswettbewerb mit dem auch Investoren gesucht wurden, um den westlichen Teil des Grundstücks zu erwerben und damit die Erweiterung mitzufinanzieren war ein Anlauf, die notorische Platznot zu lindern und die Zugänglichkeit zu verbessern. Die Investorensuche blieb erfolglos, die Erweiterung wurde auf Eis gelegt.
2014 ließ sich das Bauhaus-Archiv eine eigene Schrift entwickeln, die dem Gebäude und allen Veröffentlichungen eine unverwechselbare Handschrift geben soll. Sie heißt bayer next und wurde nach dem Bauhausschüler und -lehrer Herbert Bayer benannt.

## Sammlungen
Die Sammlungen dokumentieren die Geschichte des Bauhauses und zeigen die Ergebnisse seiner Arbeit in Kunst, Unterricht, Architektur und Design. Zum Bestand gehören Unterrichtsergebnisse, Werkstattarbeiten, Architekturpläne und -modelle, Photographien, Dokumente und eine Bibliothek.
Das Archiv betreut eine bedeutende Kollektion von Gemälden, Zeichnungen und Plastiken der Meister und Schüler des Bauhauses, darunter Arbeiten von Feininger, Itten, Klee, Kandinsky, Moholy-Nagy und Schlemmer. Die umfangreiche grafische Sammlung enthält Zeichnungen, Aquarelle und Druckgraphik, von vielen Künstlern auch Beispiele ihres Schaffens vor oder nach der Bauhauszeit. Zum Bestand gehören ferner gebrauchsgraphische Arbeiten sowie Materialien aus dem Unterricht am Bauhaus, also aus den verschiedenen Kursen.
Ein wichtiger Aspekt der Arbeit ist seit Gründung des Bauhaus-Archivs die Sammlung aller auf die Tätigkeit und das kulturelle Ideengut des Bauhauses bezogenen Dokumente. Gesammelt werden Briefe, Manuskripte und Druckschriften. Walter Gropius stellte dem Museum sein Privatarchiv zur Geschichte des Bauhauses zur Verfügung. Das beispiellos reichhaltige Material bildet den Mittelpunkt der Dokumentensammlung.

## Aktivitäten
Neben der ständigen Ausstellung Die Sammlung Bauhaus werden jährlich mehrere Sonderausstellungen gezeigt. Hinzu kommen Vorträge, Workshops und Podiumsdiskussionen. Zunehmend beschäftigt sich das Bauhaus-Archiv auch mit aktuellen Fragestellungen zu Design und zeitgenössischer Architektur. 2014 wurde dazu der temporäre Veranstaltungspavillon bauhaus re use auf dem Vorplatz des Bauhaus-Archivs errichtet. Bis zum Start der Bauarbeiten für den Erweiterungsbau des Bauhaus-Archivs im Mai 2018 finden hier regelmäßig Veranstaltungen statt. Im März und April 2018 können die leeren und von nachträglichen Einbauten befreiten Ausstellungshallen des Bauhaus-Archivs im lichtdurchfluteten Originalzustand besichtigt werden – auch begleitet von Architekturführungen.

## Neubaupläne
Ende 2013 vereinbarte die Große Koalition in ihrem Koalitionsvertrag, dass der Bund die Hälfte des mit 56,3 Millionen € geschätzten Kosten für eine Erweiterung des Bauhaus-Archivs übernehmen wird. Die andere Hälfte trägt das Land Berlin, das diesen Betrag bereits in den Landeshaushalt eingestellt hatte.
Im Juni 2015 lobte die Senatsverwaltung für Stadtentwicklung und Umwelt einen nichtoffenen Wettbewerb aus; das Preisgericht empfahl am 22. Oktober 2015 den Entwurf des Berliner Architekten Volker Staab zur Realisierung. Seit Ende April 2018 ist das Museum aufgrund der Umbauarbeiten geschlossen. Der temporäre Standort „the temporary bauhaus-archiv“ wurde Ende Juni 2018 in der Knesebeckstr. 1–2 eröffnet.

## Galerie

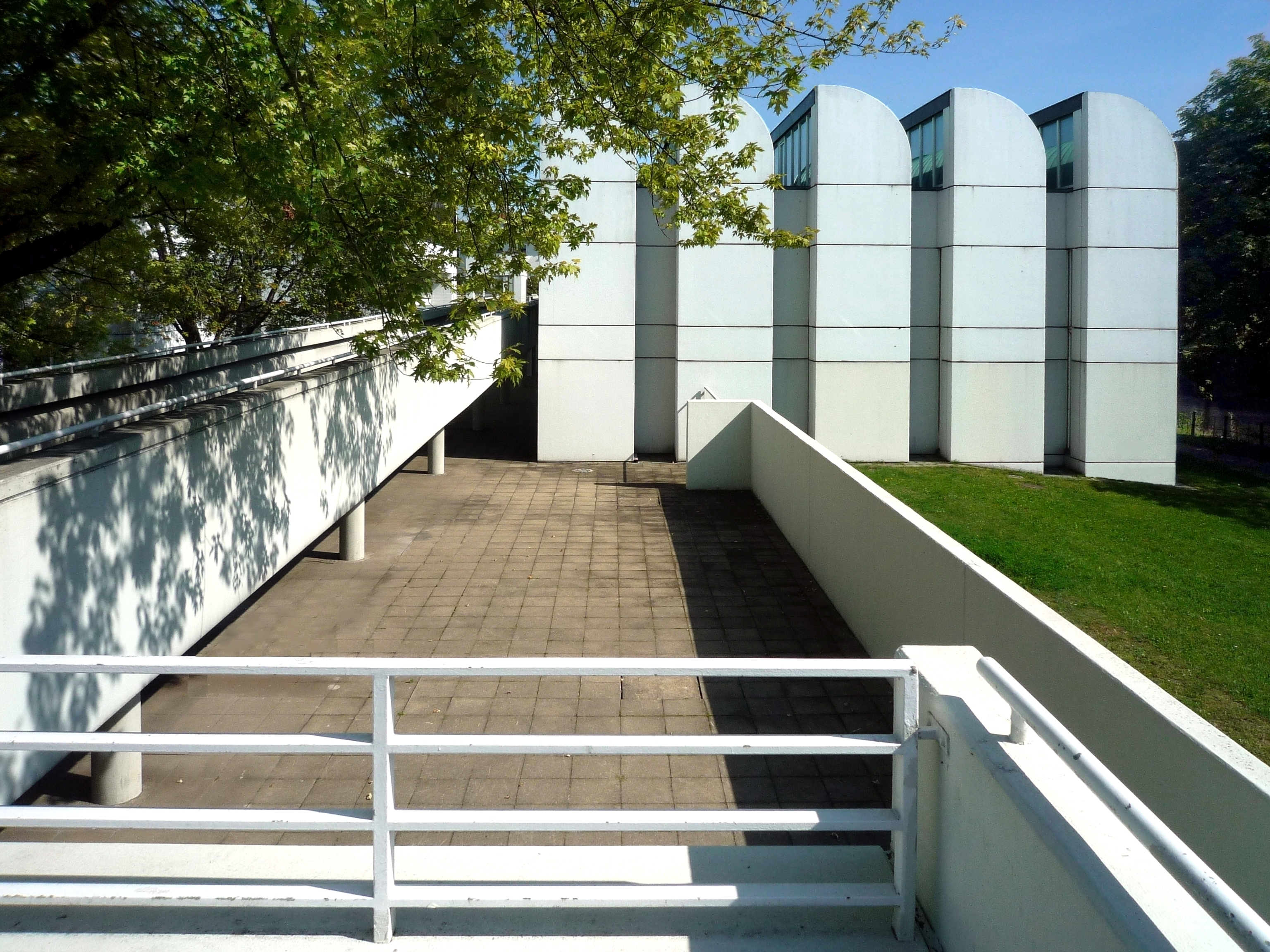
Bauhaus-Archiv, Ansicht von Westen
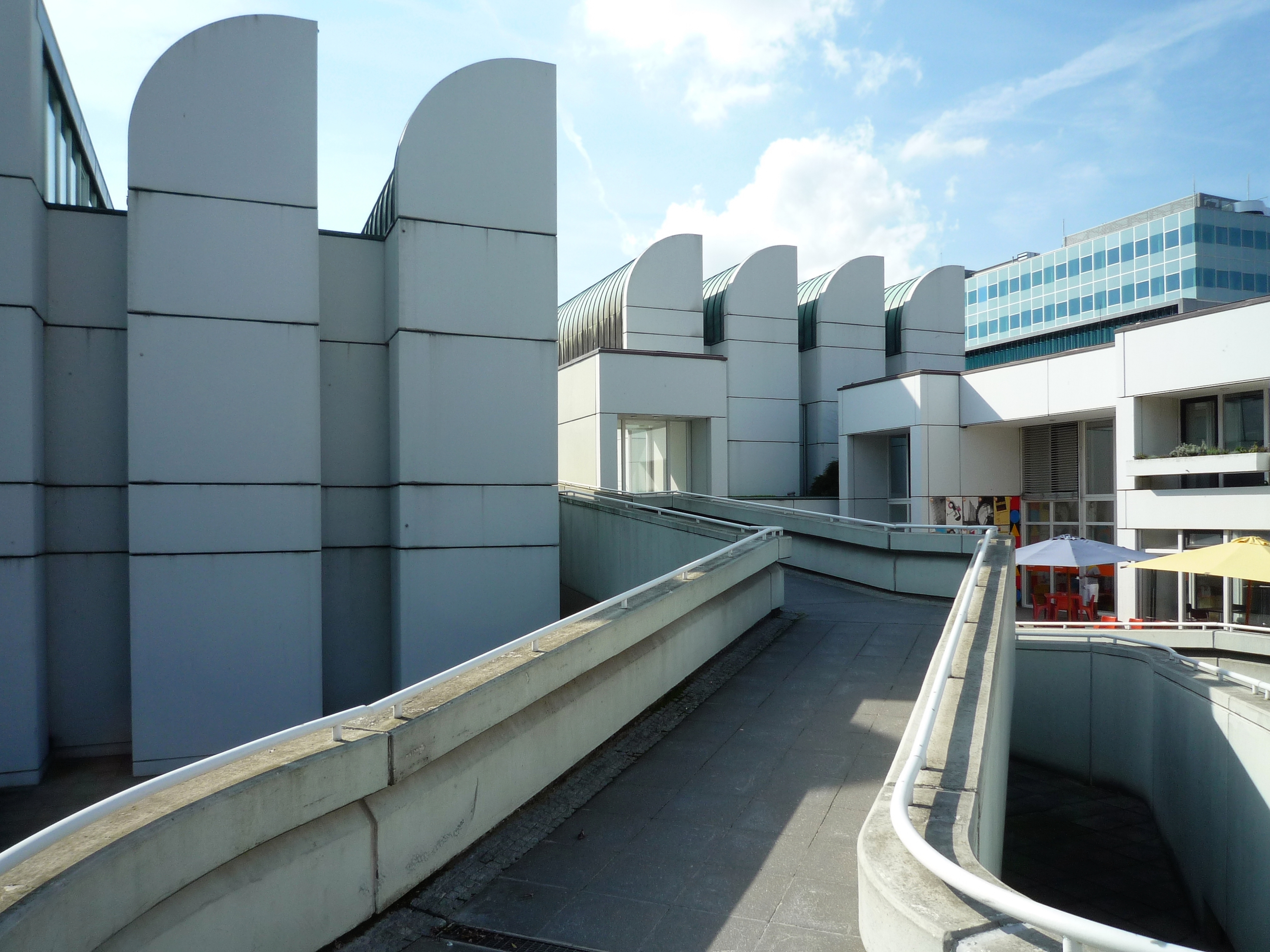
Bauhaus-Archiv, Ansicht von Südosten
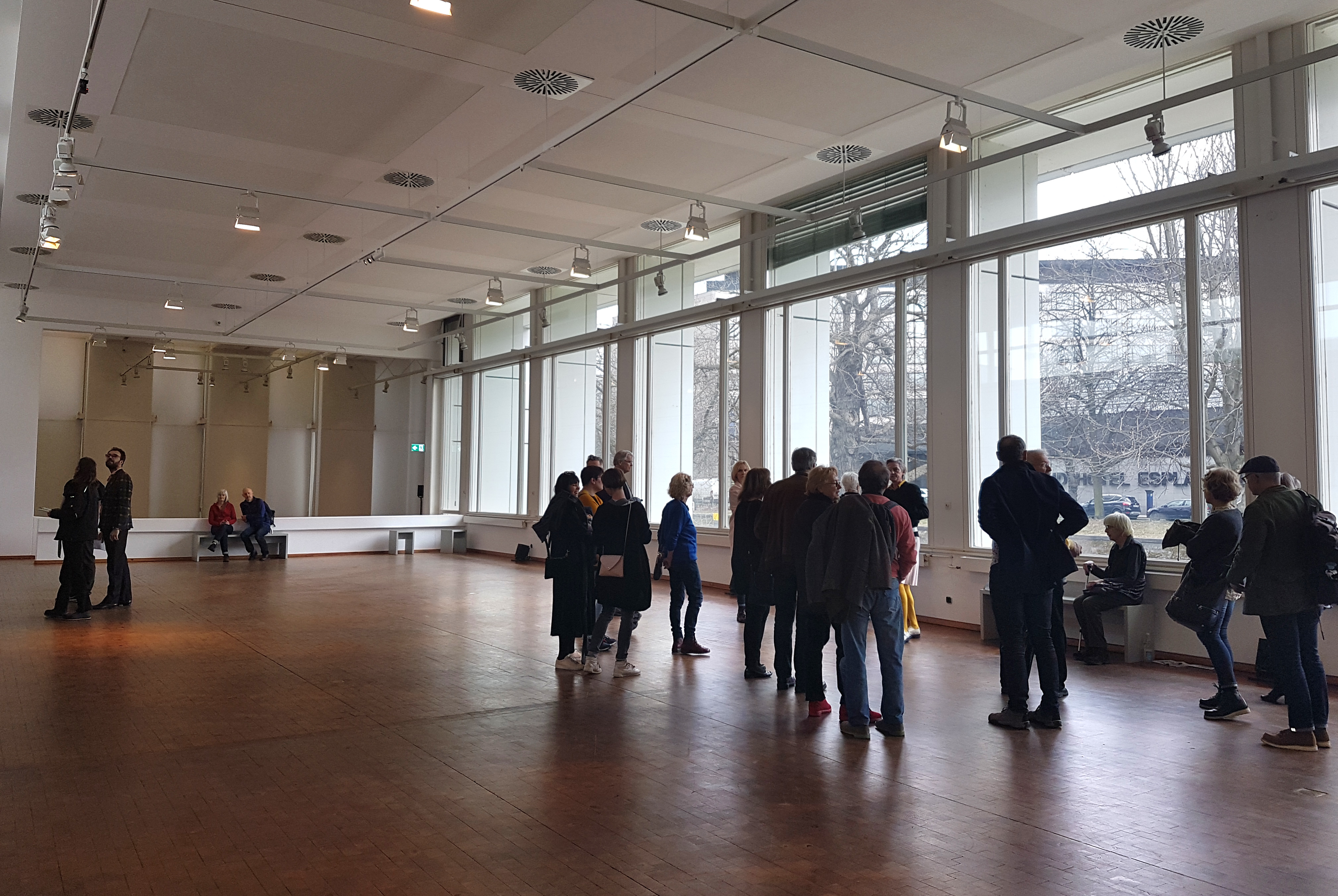
Bauhaus-Archiv Berlin, große Halle
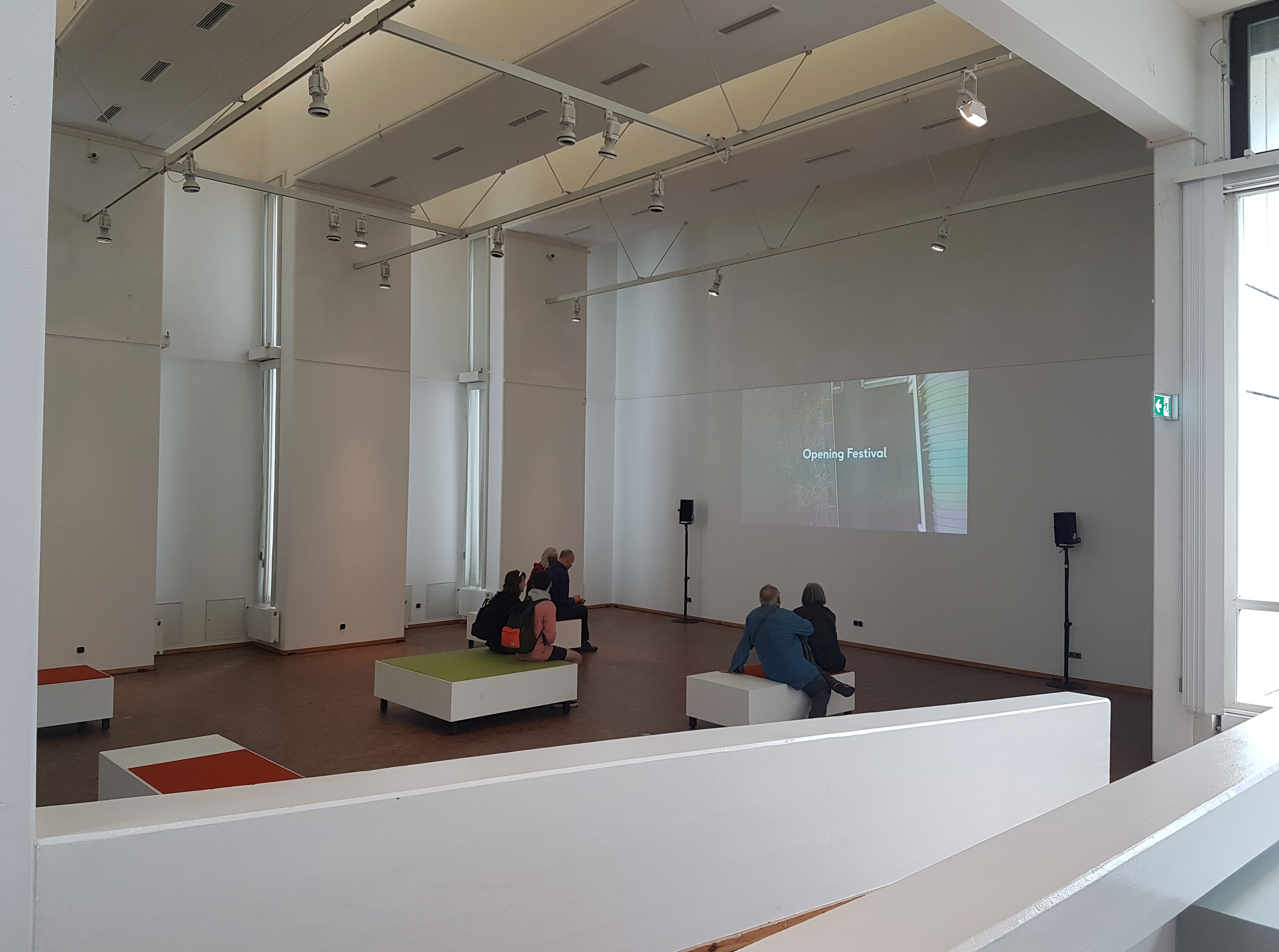
Bauhaus-Archiv Berlin, Raum links der Halle
Bauhaus-Archiv Berlin, Halle mit Seiten-Sälen, Panorama
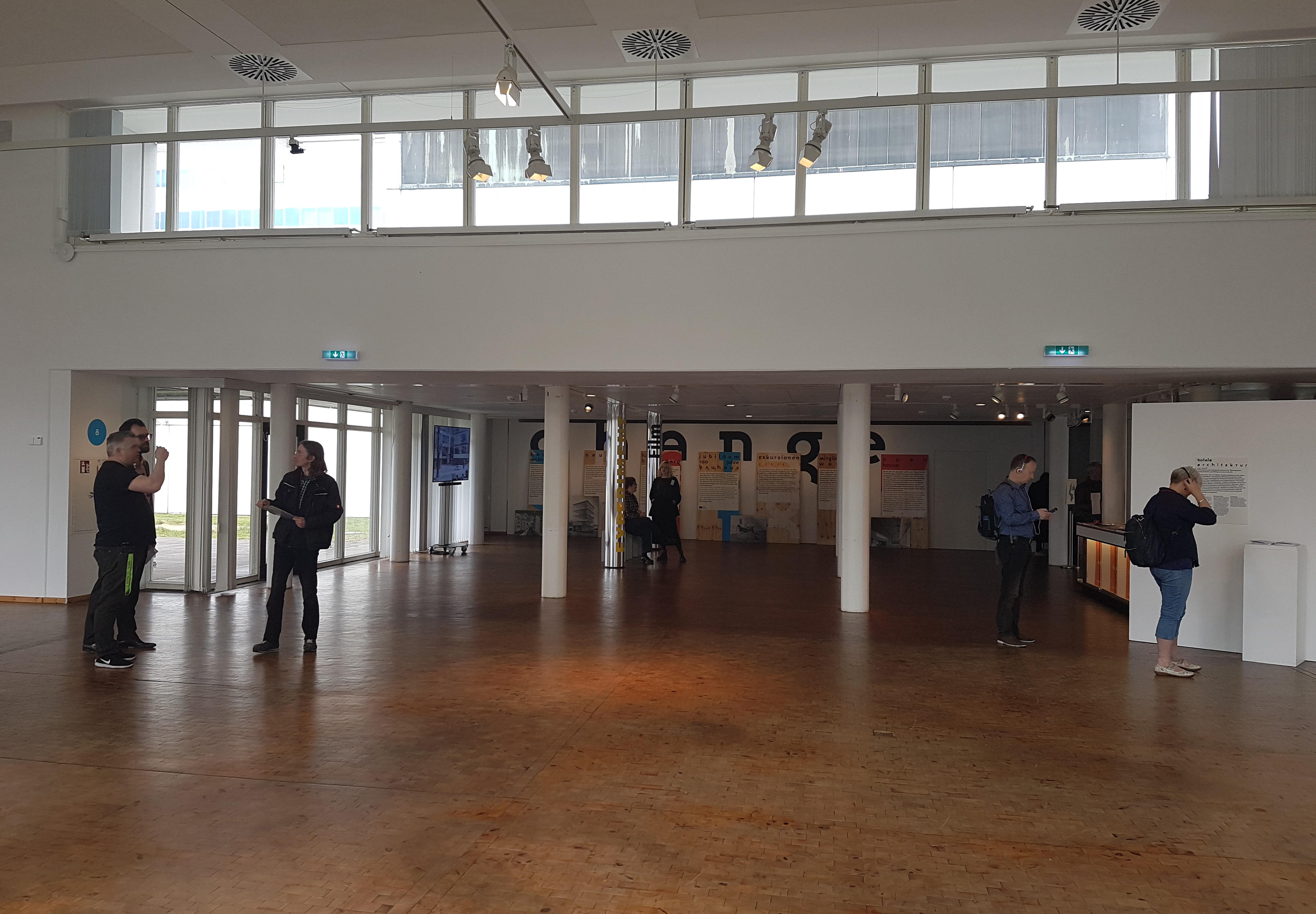
Bauhaus-Archiv Berlin, Foyer / Eingangsbereich
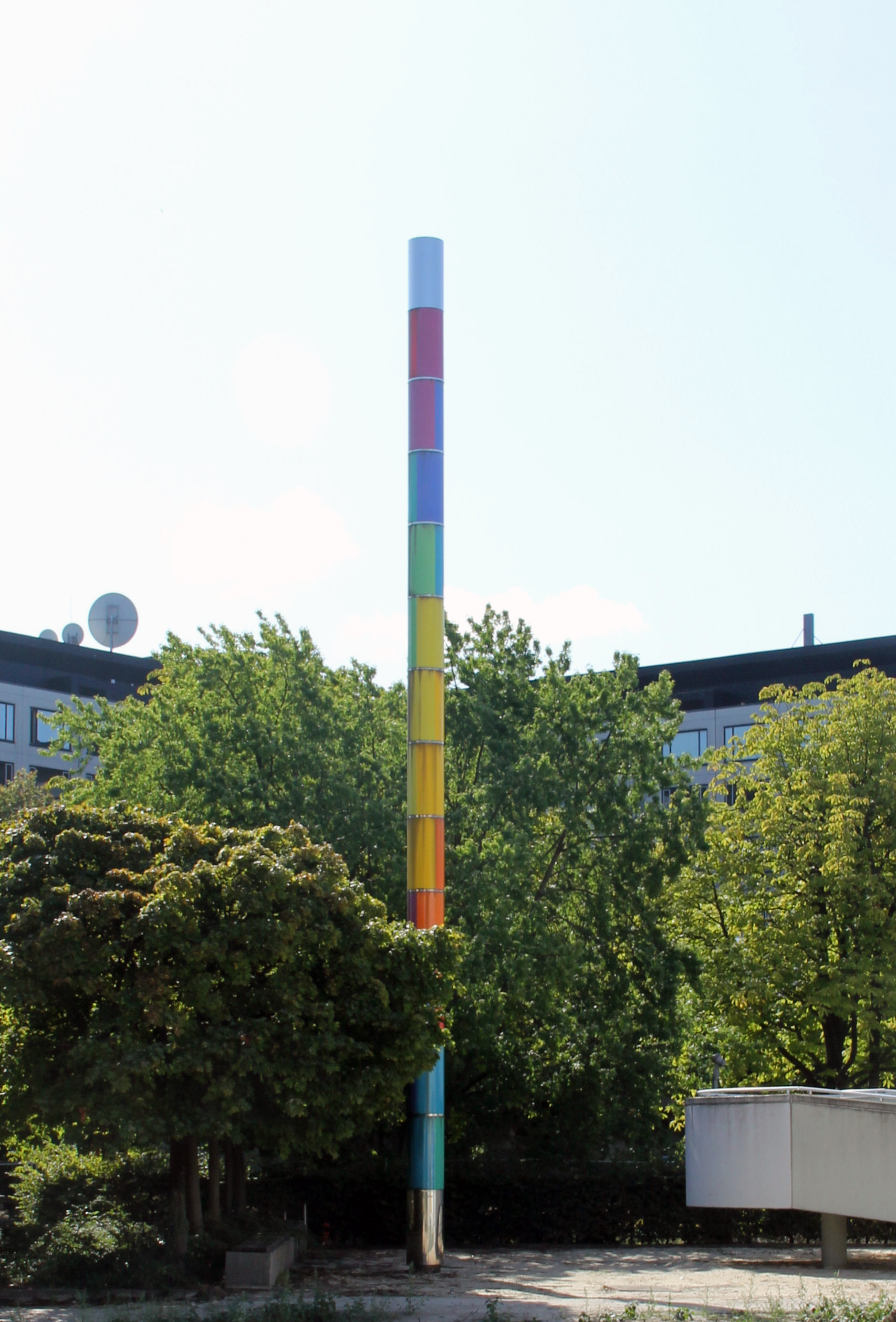
Zwei Säulen von Max Bill, 1985